# Філіп Сеймур Гоффман
Філіп Сеймур Гоффман (англ. Philip Seymour Hoffman; 23 липня 1967, Фейрпорт, Нью-Йорк, США — 2 лютого 2014, Манхетен, Нью-Йорк) — американський актор, продюсер та режисер, що працював в різноманітних жанрах театрального мистецтва та кінематографу: від мейнстримних блокбастерів до артгаузних притч. Вважається найкращим актором XXI століття за версією газети The Independent.
Закінчив школу мистецтв Тішів Нью-Йоркського університету в 1989 році, через два роки дебютував на телебаченні, після чого перейшов до виконання епізодичних та другорядних ролей. На початковому етапі кар'єри здобув визнання за ролі у фільмах «Запах жінки» (1992), «Фатальна вісімка» (1996), «Ночі в стилі бугі» (1997), «Щастя» (1998), «Великий Лебовські» (1998), «Магнолія» (1999), «Талановитий містер Ріплі» (1999), «Майже знамениті» (2000), «Кохання, що збиває з ніг» (2002). Лауреат премії «Оскар» за найкращу чоловічу роль у фільмі «Капоте», де він зіграв роль письменника Трумена Капоте. Надалі тричі номінувався на «Оскар» за найкращі чоловічі ролі другого плану у фільмах «Війна Чарлі Вілсона» (2007), «Сумнів» (2008) та «Майстер» (2012), за останній також був визнаний найкращим актором Венеційського кінофестивалю. Окрім кар'єри у кіно, він також працював у театрі. За свою кар'єру знявся у понад 60 кінофільмах та брав участь у близько 20 театральних виставах.
Актор мав проблеми з наркотичною залежністю з юних років. Філіп Сеймур Гоффман помер 2 лютого 2014 року у віці 46 років після прийому фатальної комбінації сильнодіючих припаратів. The New York Times назвала Гоффмана «ймовірно, найамбіційнішим та найавторитетнішим американським актором свого покоління».

## Біографія

### Ранні роки
Гоффман народився в селищі Фейрпорт, штат Нью-Йорк, в передмісті Рочестера. Його мати, Мерилін O'Коннор (до шлюбу Лоукс), — жителька селища Ватерлоо, штат Нью-Йорк, адвокат та пізніше суддя у сімейних справах. Його батько — Ґордон Ставел Гоффман, колишній виконавчий директор фірми Xerox. Філіп мав дві сестри: Джил і Емілі, а також брата Ґорді (кіносценарист і режисер), який написав сценарій до фільму «З любов'ю, Ліза» (2002). Батько Філіпа німецький емігрант протестантської віри, а його мати — католичка ірландського походження. Сам Філіп не виявляв прихильності до жодної з релігійних деномінацій. Його батьки розлучилися в 1976 році. Серед пращурів Гоффмана були ірландці, німці, англійці, нідерландці.
Юний Філіп захоплювався боротьбою, однак після отримання травми шиї був вимушений відмовитись від занять контактними видами спорту.

### Творчість
Філіп Сеймур Гоффман дебютував у кіно в 1991 р. в польському незалежному кіно «Cheat». Його кар'єра будувалася переважно на ряді виразних епізодичних ролей у незалежному кінематографі. Гоффман брав участь практично у всіх фільмах Пола Томаса Андерсона (за винятком фільму «Нафта»). З достатньою регулярністю він знімався в голлівудських фільмах: «Втеча», «Смерч» і «Цілитель Адамс». Лише у 2003 р. Філіп Сеймур Гоффман отримав свою першу головну роль у фільмі «Одержимий».
Свою найзначимішу роль поки Гоффман зіграв у 2005 р. у фільмі «Капоте» за драмою Беннетта Міллера, що завоював не тільки прихильність кінокритиків, а й приніс акторові «Оскар» за найкращу чоловічу роль. У тому ж році Хоффман знявся у фільмі «Місія нездійсненна 3».
У 2008 р. Філіп Сеймур Гоффман номінований на Оскар за найкращу чоловічу роль другого плану у фільмі «Війна Чарлі Вілсона» режисера Майка Ніколса. У 2012 році він знову був номінований в цій номінації за роль у фільмі «Майстер» Пола Томаса Андерсона.

### Особисте життя
Гоффман протягом останніх п'ятнадцяти років мав стосунки з костюмеркою Мімі О'Доннелл. Вони зустрілися 1999 року на нью-йоркській постановці «В Арабії ми всі були б королями», яку Гоффман режисував. У пари 2003 року народився син Купер, і дві доньки: Туллія (2006) і Вилла (2008).
|  |  |  |

### Смерть
2 лютого 2014 року мертвого актора знайшли в його квартирі у Нью-Йорку. Причина смерті — передозування наркотиків. Церемонія прощання з актором пройшла у Верхньому Іст-Сайді, після чого він був кремований.

## Фільмографія
| Рік  |     | Українська назва                       | Оригінальна назва                           | Роль                                              |
| ---- | --- | -------------------------------------- | ------------------------------------------- | ------------------------------------------------- |
| 1991 | с   | Закон і порядок                        | англ. Law & Order                           | Стівен Ханауер (епізод: «The Violence of Summer») |
| 1991 | ф   |                                        | англ. Triple Bogey on a Par Five Hole       | Клатч                                             |
| 1992 | ф   | Мій новий пістолет                     | англ. My New Gun                            | Кріс                                              |
| 1992 | ф   |                                        | англ. Szuler                                | Мартін                                            |
| 1992 | ф   | Сила віри                              | англ. Leap of Faith                         | Метт                                              |
| 1992 | ф   | Запах жінки                            | англ. Scent of a Woman                      | Джордж Віліс молодший                             |
| 1993 | ф   | Джої Брейкер                           | англ. Joey Breaker                          | Вайлі МакКолл                                     |
| 1993 | ф   | Хлопець з того світу                   | англ. My Boyfriend's Back                   | Чак Вронські                                      |
| 1993 | ф   | Безкоштовні гроші                      | англ. Money for Nothing                     | Кокран                                            |
| 1994 | ф   | Втеча                                  | англ. The Getaway                           | Френк Гансен                                      |
| 1994 | тф  | Оленятко                               | англ. The Yearling                          | Бак                                               |
| 1994 | ф   | Коли чоловік кохає жінку               | англ. When a Man Loves a Woman              | Гері                                              |
| 1994 | ф   | Без дурнів                             | англ. Nobody's Fool                         | офіцер Реймер                                     |
| 1995 | кф  |                                        | англ. The Fifteen Minute Hamlet             | Bernardo, Horatio, Laertes                        |
| 1996 | ф   | Фатальна вісімка                       | англ. Hard Eight                            | молодий гравець в кості                           |
| 1996 | ф   | Смерч                                  | англ. Twister                               | Дасті Дейвіс                                      |
| 1997 | ф   | Ночі в стилі бугі                      | англ. Boogie Nights                         | Скоті                                             |
| 1997 | с   | Свобода! Американська революція        | англ. Liberty! The American Revolution      | Джозеф Плам Мартін (4 епізоди)                    |
| 1998 | ф   | Культура                               | англ. Culture                               | Білл                                              |
| 1998 | ф   | Монтана                                | англ. Montana                               | Дункан                                            |
| 1998 | ф   | Наступна зупинка — Країна чудес        | англ. Next Stop Wonderland                  | Шон                                               |
| 1998 | ф   | Великий Лебовські                      | англ. The Big Lebowski                      | Брандт                                            |
| 1998 | ф   | Щастя                                  | англ. Happiness                             | Allen                                             |
| 1998 | ф   | Цілитель Адамс                         | англ. Patch Adams                           | Мітч Роман                                        |
| 1999 | ф   | Без вад                                | англ. Flawless                              | Расті                                             |
| 1999 | ф   | Магнолія                               | англ. Magnolia                              | Філ Парма                                         |
| 1999 | ф   | Талановитий містер Ріплі               | англ. The Talented Mr. Ripley               | Фреді Майлз                                       |
| 2000 | ф   | Життя за кадром                        | англ. State and Main                        | Джозеф Тернер Вайт                                |
| 2000 | ф   | Майже знамениті                        | англ. Almost Famous                         | Лестер Бенгс                                      |
| 2001 | док | Вечірка закінчена                      | англ. The Party's Over                      | сам себе                                          |
| 2002 | ф   | З любов'ю, Ліза                        | англ. Love Liza                             | Вілсон Джоел                                      |
| 2002 | ф   | Любов, що збиває з ніг                 | англ. Punch-Drunk Love                      | Дін Трамбелл                                      |
| 2002 | ф   | Червоний Дракон                        | англ. Red Dragon                            | Фредді Лаундс                                     |
| 2002 | ф   | 25-та година                           | англ. 25th Hour                             | Джейкоб Елінські                                  |
| 2003 | ф   | Одержимий                              | англ. Owning Mahowny                        | Ден Махоуні                                       |
| 2003 | ф   | Холодна гора                           | англ. Cold Mountain                         | преподобний Візі                                  |
| 2004 | ф   | А ось і Поллі!                         | англ. Along Came Polly                      | Сенді Лайл                                        |
| 2005 | ф   | Незнайомці з Кенді                     | англ. Strangers with Candy                  | Генрі                                             |
| 2005 | ф   | Капоте                                 | англ. Capote                                | Трумен Капоте                                     |
| 2005 | с   | Падіння імперії                        | англ. Empire Falls                          | Чарлі Майн (2 епізоди)                            |
| 2006 | ф   | Місія нездійсненна 3                   | англ. Mission: Impossible III               | Оуен Девіан                                       |
| 2007 | ф   | Ігри диявола                           | англ. Before the Devil Knows You're Dead    | Енді Генсон                                       |
| 2007 | ф   | Дикуни                                 | англ. The Savages                           | Джон Севідж                                       |
| 2007 | ф   | Війна Чарлі Вілсона                    | англ. Charlie Wilson's War                  | Gust Avrakotos                                    |
| 2008 | ф   | Нью-Йорк, Нью-Йорк                     | англ. Synecdoche, New York                  | Кейден Котард                                     |
| 2008 | ф   | Сумнів                                 | англ. Doubt                                 | священник Брендан Флінн                           |
| 2009 | мф  | Мері та Макс                           | англ. Mary and Max                          | Макс Джеррі Горовиць (голос)                      |
| 2009 | ф   | Рок-хвиля                              | англ. The Boat That Rocked                  | Граф                                              |
| 2009 | ф   | Винахід брехні                         | англ. The Invention of Lying                | бармен Джим                                       |
| 2009 | мс  | Артур                                  | англ. Arthur                                | Вілл Тоффман (голос, епізод: «No Acting Please»)  |
| 2010 | ф   | Джек вирушає у плавання                | англ. Jack Goes Boating                     | Джек                                              |
| 2011 | ф   | Людина, яка змінила все                | англ. Moneyball                             | Арт Гоу                                           |
| 2011 | ф   | Березневі іди                          | англ. The Ides of March                     | Пол Зара                                          |
| 2012 | ф   | Майстер                                | англ. The Master                            | Ланкастер Додд                                    |
| 2012 | ф   | Прощальний квартет                     | англ. A Late Quartet                        | Роберт Гелбарт                                    |
| 2013 | ф   | Голодні ігри: У вогні                  | англ. The Hunger Games: Catching Fire       | Плутарх Гевенсбі                                  |
| 2014 | с   |                                        | англ. Happyish                              | Том Пейн (невипущений пілотний епізод)            |
| 2014 | ф   | Божа кишеня                            | англ. God's Pocket                          | Міккі Скарпато                                    |
| 2014 | ф   | Наднебезпечний                         | англ. A Most Wanted Man                     | Ґюнтер Бахманн                                    |
| 2014 | ф   | Голодні ігри: Переспівниця. Частина І  | англ. The Hunger Games: Mockingjay – Part 1 | Плутарх Гевенсбі                                  |
| 2015 | ф   | Голодні ігри: Переспівниця. Частина ІІ | англ. The Hunger Games: Mockingjay – Part 2 | Плутарх Гевенсбі                                  |